# Partido di Puán
Il partido di Puán è un dipartimento (partido) dell'Argentina facente parte della provincia di Buenos Aires. Il capoluogo è Puán.